# Arrondissements de Brazzaville
La ville de Brazzaville est divisée en neuf arrondissements.

## Arrondissements

### Makélékélé

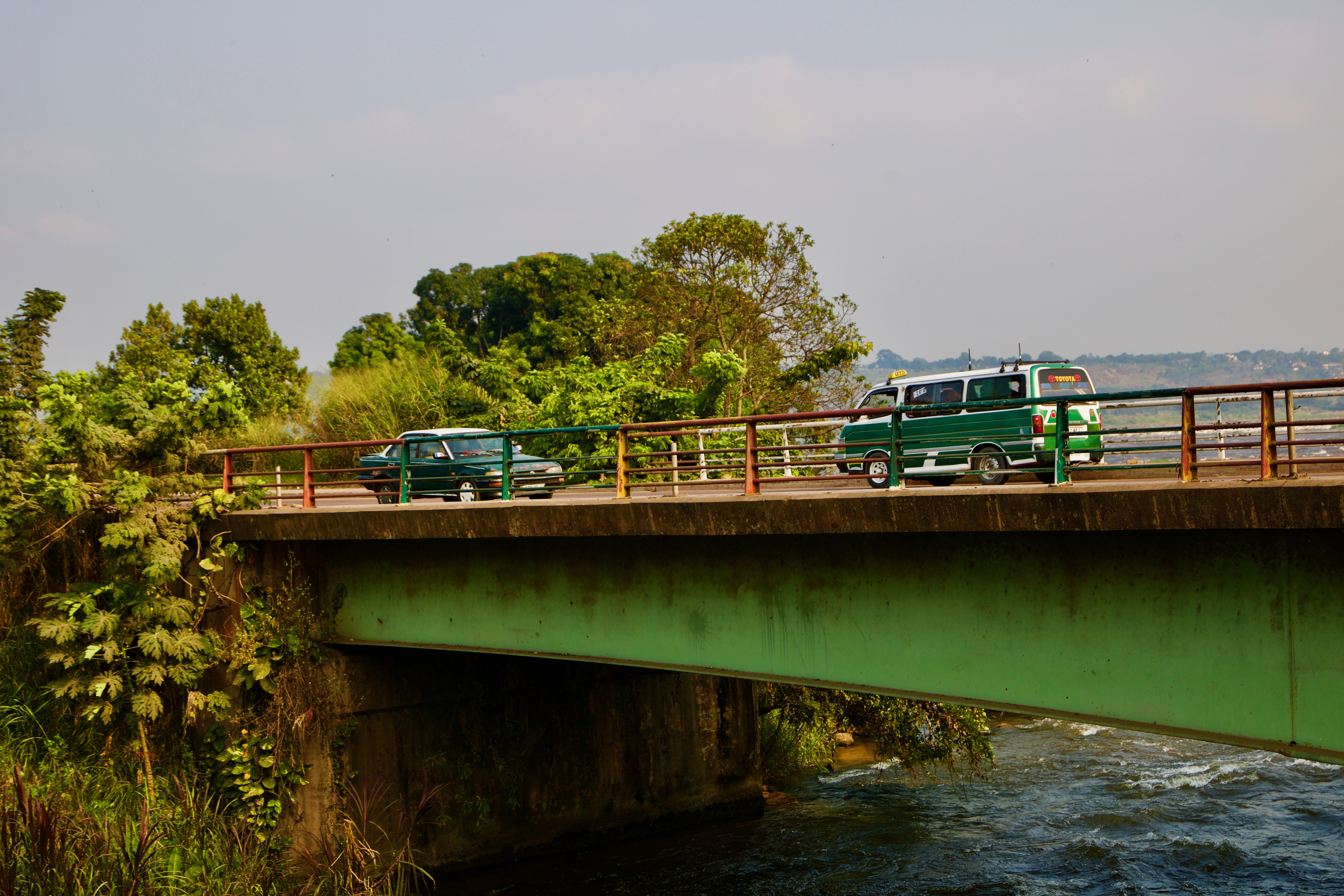
Pont du Djoué.

C'est le premier arrondissement de Brazzaville, le plus peuplé et le plus grand en surface. Il couvre la périphérie sud de la ville sur les deux rives du Djoué. Le pont du Djoué permet aux habitants de passer d'une rive à l'autre. 
Le maire actuel est Maurice Morel Kihounzou.

### Bacongo
Vieil arrondissement, l'un des tout premiers avec Poto-Poto, il héberge le plus grand marché de la ville : le marché Total. Il comporte le vieux Bacongo (quartier Dahomey) et des quartiers plus récents (comme Bacongo-moderne ou Mpissa). Bacongo est le quartier où est née la SAPE, avec l'avenue Matsoua comme « Couloir de la Mode ». Ses rues et ses avenues sont nommées selon les noms des grands hommes français : Augagneur, Surcouf, Guynemer, et d'autres. L'Avenue des 3 francs rappelle le tribut que payaient les colonisés aux colons il y a plus d'un siècle.
Bacongo abrite la « Case de Gaulle », construite en 1940 par l'architecte Roger Erell. Elle fut la résidence du général de Gaulle quand Brazzaville était la capitale de la France libre. Aujourd'hui cette superbe bâtisse qui surplombe le fleuve Congo, entourée de grands jardins, est la résidence de l'ambassadeur de France au Congo.
Bacongo abrite aussi les églises Saint-Pierre-Claver, et Notre-Dame-du-Rosaire qui sont des chefs-d'œuvre de l'architecture franco-congolaise.

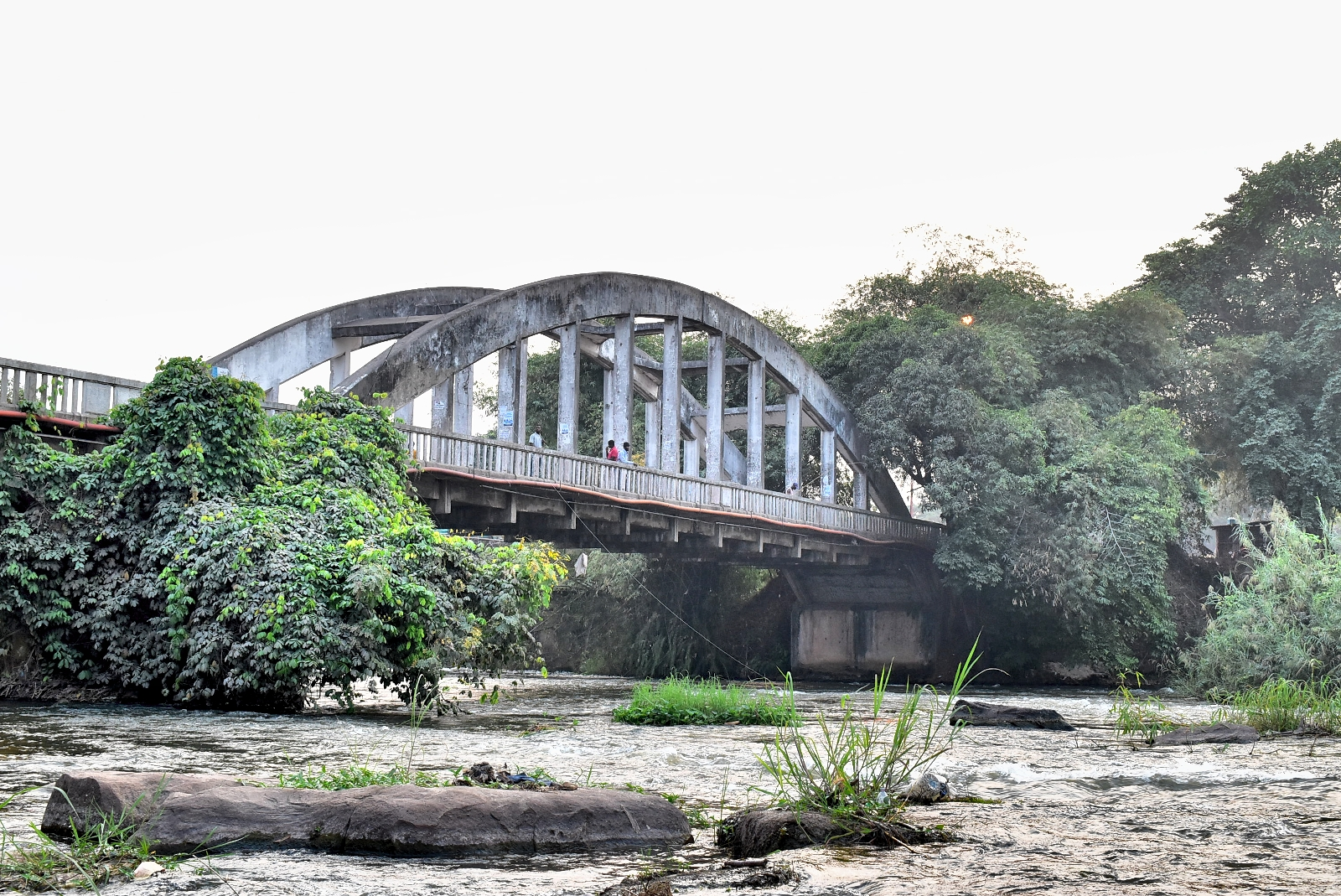
Pont le Djoué

Bacongo a aussi été au centre de tous les troubles ethno-politiques qu’a connus Brazzaville depuis le début des années 1990. Fief de Bernard Kolélas et des ninjas (sa milice) pendant les conflits de 1993 et de 1997, il a connu une des destructions à grande échelle, des massacres de population, et tend à une homogénéisation ethnique de sa population.

### Poto-Poto
Troisième arrondissement de la ville, et l'un des plus anciens. Il a été fondé vers 1900 à la place des marais peu salubres et de la localité pré-coloniale d'Okila. Il est planifié en 1911 par les administrateurs Latapie et Butel, avec un plan en damier caractéristique et des lotissements modèles pour « Africains ». Autour de la Maison Commune (1943, Erell arch.) subsistent quelques cases de cette époque en briques et toits de tôles de quatre pans.
À la fois populaire par sa population hétéroclite venue de tous les horizons (maliens, sénégalais, kinois) et des ethnies du Nord-Congo, Poto-Poto couvre aussi le centre-ville, siège des administrations et des Affaires.
Depuis 1980 et les désastres de la guerre civile de 1997, des immeubles élevés apparaissent dans la partie la plus ancienne, autour du Rond-Point de la France Libre inauguré par Jacques Chirac en 1996.
Non loin, la basilique Sainte-Anne du Congo, restaurée après les dégâts causés par les combats, fut inaugurée en 1949. Elle est le symbole architectural de la ville, à côté du stade Félix Éboué dont la superbe tribune monumentale (1944) est l’œuvre du même architecte, Roger Erell (1907-1986). La gare ferroviaire centrale est également voisine.
Dans Poto-Poto, a été fondée en 1951 par Pierre Lods, l'École des peintres de Poto-Poto, qui vit éclore de nombreux talents picturaux congolais, comme Jacques Zigoma, Marcel Gotène, François Iloki, Eugène Malonga… Cette école eut dès 1952 une audience internationale et une influence notable sur celles de Dakar et de Lubumbashi. Après une période d'effondrement elle tend à renaître aujourd'hui avec de nouveaux talents.
Le Vieux Poto-Poto, autour de la rue Mfoa, a été magnifiquement évoqué par l'écrivain congolais Tchicaya U Tam'si dans son roman "Ces fruits si doux de l'arbre à pain".

### Moungali

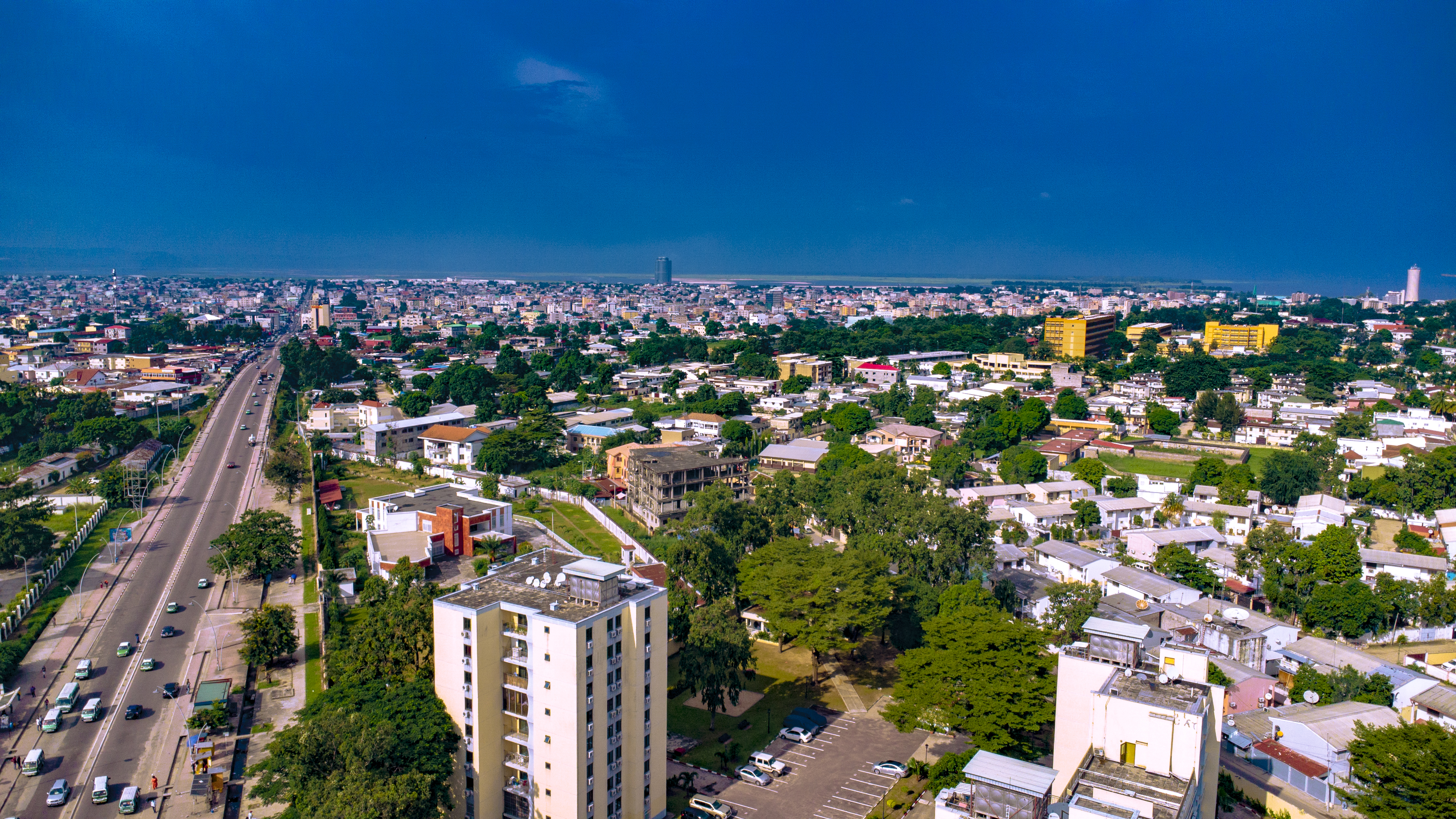
Vue sur le quartier OCH.

Quatrième arrondissement de la ville. Très commerçant, il est pavé de multiples bars et discothèques, surtout le long de l'Avenue de la Paix.
Il comprend les quartiers O.C.H, Marché Moungali, Plateau des 15 ans, Batignolles et la zone de l'aéroport Maya-Maya et Moukondo.

### Ouenzé
Cinquième arrondissement de Brazzaville. Il est entouré de la Tsiémé, de Moungali, de Poto-poto et de Talangaï.

### Talangaï
C'est le sixième arrondissement de Brazzaville, dans la périphérie Nord de la ville. Par l'importance de sa population, il vient au deuxième rang après Makélékélé. Talangaï, en lingala, veut dire « regarde-moi » (de Tala, « regarde » et Ngai, « moi »).
L'un de ses quartiers est Mikalou (ou Mikalu).
Talangaï est un mélange de villas neuves et de logements précaires et insalubres, surtout dans les quartiers Simba-Pelle et Ma-Mboualé.

### Mfilou
Septième arrondissement de la ville. Il couvre la périphérie nord-ouest de la ville.
Son administrateur-maire actuel est Albert Samba.
Le district de Ngamaba est passé de la Région du Pool à la commune de Brazzaville en 1984.
Cet arrondissement est selon certains la destination préférée des étudiants en provenance de Pointe-Noire, capitale économique du Pays.

### Madibou
L'arrondissement 8 Madibou est l'un des derniers nés et a été créé le 17 mai 2011, il couvre une superficie de 80,45 km2.

### Djiri
Djiri est le dernier et neuvième arrondissement de Brazzaville. Créé le 17 mai 2011, il couvre une superficie de 83,46 km2. Djiri est situé au nord de Brazzaville.